# Creševo
Creševo (makedonska: Црешево) är en ort i Nordmakedonien. Den ligger i den centrala delen av landet, 9 kilometer nordost om huvudstaden Skopjes centrum. Creševo ligger 341 meter över havet och antalet invånare är 1 479.